# 1806.
◄ | 18. stoljeće | 19. stoljeće | 20. stoljeće | ►
◄ | 1770-ih | 1780-ih | 1790-ih | 1800-ih | 1810-ih | 1820-ih | 1830-ih | ►
◄◄ | ◄ | 1803. | 1804. | 1805. | 1806. | 1807. | 1808. | 1809. | ► | ►►
Arhitektura • Astronomija • Biologija • Glazba • Kazalište • Kemija • Kiparstvo • Knjige • Književnost • Kršćanstvo • Meteorologija • Medicina • Politika • Pravo • Promet • Slikarstvo • Šport • Znanost
1806. (rim. MCCMVI) peta je godina 19. stoljeća.

## Događaji
- 27. svibnja do 1. listopada – Opsada Dubrovnika
- 12. srpnja – u Zadru izlazi prvi broj tjednika Il Regio Dalmata – Kraglski Dalmatin – prvih novina na hrvatskome jeziku
- 6. kolovoza – abdikacija Franje II. i ukinuće Svetoga Rimskog Carstva
- 9. listopada – nakon 6 godina gradnje, u Brigu (kanton Wallis) u Švicarskoj pušten je u promet alpski prijelaz, Simplon-cesta, prvi od onih čiju je gradnju potaknuo Napoleon I. Bonaprte, a 65 km duga cesta trabala je olakšati prijelaz preko Alpa

## Rođenja
- 6. ožujka – Elizabeth Barrett Browning, engleska književnica († 1861.)
- 2. svibnja – Catherine Labouré, francuska katolička svetica († 1876.)
- 13. studenoga – Emilia Plater, poljsko-litavska plemkinja i revolucionarka († 1831.)
- 10. prosinca – Pavao Štoos, svećenik, pjesnik i narodni preporoditelj († 1862.)
- 29. prosinca – Maria Adeodata Pisani, malteška bl. redovnica († 1855.)

## Smrti
- 4. siječnja – Baltazar Mirko Kocijančić, hrvatski (kajkavski) prevoditelj (* 1739.)
- 23. siječnja – William Pitt Mlađi, britanski državnik (* 1756.)

## Vanjske poveznice
|  | Zajednički poslužitelj ima još gradiva o temi 1806. |